# Az új élet (Orhan Pamuk)
Az új élet (Yeni Hayat) Orhan Pamuk Nobel-díjas török író 1994-ben megjelent regénye.

## Történet
Egy napon elolvastam egy könyvet, és ettől az egész életem megváltozott. … láttam a másik életre nyíló ajtó küszöbénél kiszivárgó fényt; láttam mindent, amit már ismertem, és mindent, amit még nem… Mindaz, amit addig tanultam, minden amiben addig hittem, megszűnt érték lenni… de azért csak folytattam az olvasást, mert minél inkább előrehaladtam a könyvben, annál jobban megértettem, hogy olyan útra tévedtem, ahonnan nem lehet visszafordulni.
|  | Alább a cselekmény részletei következnek! |

Osman 22 éves egyetemista, akinek egész életét felforgatja egy könyv, amit először csak azért olvas el, hogy imponálhasson Canannak, a lánynak, akibe szerelmes. Osman azonban a könyv hatása alá kerül, és Canannal egyetemben elindulnak felkutatni a könyvben leírt „új életet”. Buszról buszra szállva utazzák be Törökországot, szüntelenül keresve a mágikus könyv által leírt csodát és Canan igazi szerelmét, Mehmetet, aki hozzájuk hasonlóan a könyv rabjává vált és eltűnt. Útjukat különös események és a halál szele övezi, miközben felbukkannak a könyv által megbabonázott más olvasók és a mágikus könyvet elpusztítani vágyók is.
|  | Itt a vége a cselekmény részletezésének! |

## Magyarul
- Az új élet; ford. Takács M. József; Ulpius-ház, Budapest, 2003 (Ulpius klasszikusok) ISBN 963-9475-09-2

## Kritika
A Publishers Weekly szerint „Pamuk regénye heves intenzitású, megbabonázó prózai stílusú és álomszerű látásmóddal rendelkezik.”
A Sabah kritikusa szerint a regény „Pamuk legtöbbet eladott és legkevésbé megértett könyve.”